# 臼井正明
臼井 正明（うすい まさあき、1928年5月8日 - 2016年11月23日）は、日本の俳優、声優。

## 人物
東京市大森区出身。芝区赤羽小学校（現港区立赤羽小学校）で児童文学作家の中村博と同級生になり、東京府立第五中学校では、澁澤龍彥、脚本家の松木ひろしと同級生になった。なお、澁澤龍彦とは大人になってからも交遊があった。
1946年に東京放送劇団2期生になる。ラジオドラマ全盛期に活躍し、『君の名は』などに出演した。同作が縁となり、1954年に東京放送劇団1期生の七尾伶子と結婚。『君の名は』の作者の菊田一夫が仲人となった。この当時、雑誌等では「声優界の池部良」と称されていた。1956年、息子が生まれる。
その後1959年に東京放送劇団を退団し、劇団手織座に入団。金子信雄主催の劇団「新演劇人クラブマールイ」などでも活動した。1960年、1961年時点ではフリーだが、1963年には東京俳優生活協同組合に所属している。
没後、第11回声優アワードで特別功労賞を受賞した。

## 出演作品

### テレビドラマ
- ダイヤル110番（1960年 - 1964年、日本テレビ）
- ゼロの焦点（1961年、フジテレビ）
- 風雪 / 孤児と風琴（1965年、NHK） - 安部磯雄
- 流れる雲（1965年、フジテレビ）
- 一号車よ、走れ!（1970年、NHK）
- 土曜日の女シリーズ 天使が消えていく（1973年、日本テレビ）
- 勝海舟（1974年、NHK） - 山内容堂
- 太陽にほえろ! 第106回（1974年、日本テレビ）
- 火の路（1976年、NHK）
- 特別機動捜査隊 第780回・第800回（1976年・1977年、NET）
- 黄金の日日（1978年、NHK） - 前田利家
- マー姉ちゃん（1979年、NHK） - 大川画伯
- 芳べえ物語（1979年、フジテレビ） - 語り

### 映画
- ノンちゃん雲に乗る（1955年） - 山口先生
- 樺太1945年夏 氷雪の門（1974年） - ナレーター
- 野性の証明（1978年） - 精神科の医師

### テレビ番組
- 徹子の部屋（1981年1月28日放送分）

### 俳優
イヴ・モンタン
- 恐怖の報酬（マリオ）※NETテレビ版
- 恋をしましょう（ジャン＝マルク・クレマン）

ロッサノ・ブラッツィ
- 失われたものゝ伝説（ポール）※NETテレビ版
- 湖愁（ロレンツォ）
- 裸足の伯爵夫人（ヴィンチェンツォ・トルラート＝ファヴリーニ伯爵）

#### 映画
- イヴの総て（ビル・サンプソン〈ゲイリー・メリル〉）
- 軽蔑（ポール・ジャヴァル〈ミシェル・ピコリ〉）
- 原潜ポラリスSOS（デベア〈デンホルム・エリオット〉）
- サンセット大通り（ジョー・ギリス〈ウィリアム・ホールデン〉）
- 私生活（ナレーター）
- ジョンとメリー（ジェームズ〈マイケル・トーラン〉）
- 征服されざる人々（クリス〈ゲイリー・クーパー〉）
- 世界を彼の腕に（セミョン大公〈カール・エスモンド〉）
- 戦艦シュペー号の最後（ヘンリー・ハーウッド提督〈アンソニー・クエイル〉）※フジテレビ版
- ニューヨークの王様（ジョミエ大使〈オリヴァー・ジョンストン〉）
- 灰とダイヤモンド（アンジェイ〈アダム・パヴリコフスキ〉）
- リスボン特急（シモン〈リチャード・クレンナ〉）

#### 海外ドラマ
- 帰って来たチャーリー（〈ヴァン・ジョンソン〉）
- 刑事コロンボ「悪の温室」（ジャービス・グッドウィン〈レイ・ミランド〉）
- 警部マクロード「不吉な当たり番号」（マーカス〈ダニー・トーマス〉）
- サンセット77（スチュアート・ベイリー〈エフレム・ジンバリスト・ジュニア〉）
- スパイ大作戦「奇跡のカムバック」（ダン・ウェイラン〈ジョン・タブナー〉）
- 探偵キャノン「影の男」（キイホー〈サイモン・スコット〉）
- ディズニーランド

### ラジオドラマ
- 海底二万里（アロンナクス教授）
- 君の名は

※その他多数